# Patristică
Patristica este disciplina care se ocupă cu studiul primilor teologi ai creștinismului, numiți uzual Părinții Bisericii sau „sfinții părinți”, care au activat în secolele II-IX.
Termenul «patristică» desemnează gândirea Părinților Bisericii, adică a câtorva dintre cei mai mari gânditori creștini. Pentru ca un scriitor bisericesc să poată fi numit Părinte al Bisericii, trebuie să întrunească patru caracteristici fundamentale:
- ortodoxie doctrinală;
- sfințenia vieții;
- recunoașterea de către Biserică;
- relativă vechime (aproximativ până la sfârșitul secolului al III-lea);

Când lipsește această ultimă trăsătură, dar scriitorul este un reprezentant de seamă al teologiei creștine, Biserica îi acordă titlul de Doctor al Bisericii. Se poate aminti că un Doctor al Bisericii nu este infailibil și că acolo unde se înșeală, nu vorbește ca Doctor. 
În sfârșit mai sunt și scriitorii ecleziastici, a căror autoritate doctrinală este mult mai mică și a căror ortodoxie poate să nu fie chiar ireproșabilă, dar care sunt martori vechi și importanți ai tradiției: Origene și Eusebiu din Cezareea se numără printre ei. 
Caracteristica de bază a patristicii este fundamentarea sa pe credința creștină, adică asumarea ca adevăr, valabil și pentru filozofie, a conținutului Sfintei Scripturi.
Patristica este împărțită în două:
- Patristica greacă sau orientală – speculativă;
- Patristica latină sau occidentală – practică și apologetică.

Alister McGrath afirmă 4 motive pentru care înțelegerea patristicii poate fi dificilă la începutul secolului al XXI-lea : 
- unele dintre dezbateri par să aibă o mică relevanță pentru lumea modernă; 
- utilizarea filozofiei clasice; 
- diversitatea doctrinară; 
- diferențele dintre Orient și Occident, adică metodele teologice grecești și cele latinești, amploarea utilizării filozofiei clasice.
Termenii neo-patristici și post-patristici se referă la teologii recente, conform cărora ideile Părinților Bisericii trebuie reinterpretate sau chiar testate critic în lumina evoluțiilor științifice și sociale moderne, deoarece scrierile lor reflectau un trecut îndepărtat. Totuși, aceste teologii sunt considerate controversate sau chiar periculoase de teologii ortodocși.